# Lena Johannesson
Lena Johannesson, född 20 februari 1945 i Kalmar, är en svensk professor i konstvetenskap.

## Karriär
Lena Johannesson disputerade i Uppsala 1982 och blev docent där 1983. Hon var 1988–1996 professor i visuell kommunikation vid Linköpings universitet och åren 1996–2010 professor i konst- och bildvetenskap vid Göteborgs universitet. Hon har haft många nationella och internationella expert- och förtroendeuppdrag vid skilda lärosäten och forskningsråd, bl.a. som ordförande i estetiska beredningen på dåvarande HSFR (numera VR) och ledamot i Riksbankens Jubileumsfond, Helsinki Collegium med mera. Hon invaldes 1996 i Kungliga Vetenskaps- och Vitterhets-Samhället (KVVS), där hon var den första kvinnliga ordföranden (2004), och är sedan 1997 ledamot av Kungliga Gustav Adolfs Akademien för svensk folkkultur i Uppsala (GAA). Hon tillhör sedan 1996 styrelsen för Ellen Keys Stiftelse Strand och var ledamot av Nationalmusei styrelse i två mandatperioder.
Med sin inriktning på de reproduktiva konstarterna, den massproducerade och instrumentella bildens sociokulturella roll samt på bild- och konstteoretiska problem inom den europeiska konst- och folkkulturen, har Johannesson bidragit till empirisk och teoretisk breddning av den svenska och skandinaviska konstvetenskapen och bildforskningen. Hon fick sitt vetenskapliga och publika genombrott med "Den massproducerade bilden. Ur bildindustrialismens historia" (1978, 1987), som med kulturantropologiska perspektiv behandlar det moderna bildsamhällets framväxt under 1800-talet. Denna gravyr- samt mediehistoriska inriktning följdes upp med doktorsavhandlingen "Xylografi och pressbild. Bidrag till trägravyrens och till den svenska bildjournalistikens historia" (1982) och har återkommande varit ett bevakningsfält i Johannessons forskning. Studier om franska revolutionens subversiva bildkultur (1987) och om det tidiga 1800-talets antisemitiska bildsatir (1988) hör dit, liksom undersökningar av den radikala tidnings- och bildkulturens ideologiska semiotik som i uppsatsen "Funkis utan hus. Om den grafiska funktionalismen och arbetarrörelsens publicistiska formspråk." (2007) Johannesson har medverkat i en rad publikationer om bland annat affischkonst, karikatyr, tecknade serier etc. och var utställningskommissarie för den första större utställningen om svenska serier, "Serier för alla" på Nationalmuseum 1979. Med boken Gerd Miller, illustratör - eller Hon som ritade 50-talet (1995) gjorde hon en närstudie av en tidnings- och modetecknares karriär i efterkrigstidens ungdomskultur, en av flera studier i den kvinnliga konstnärens professionshistoria. Johannesson har uppmärksammats internationellt för sin kartläggning av den tidigare okända relationen mellan Ellen Key och arkitekten Frank Lloyd Wright.
I essäsamlingen Mörkrum & transparens. Studier i europeisk bildkultur och i bildens historiska evidens (2001), vari ingår studier av Charles Darwins vetenskapliga bildpraktik, har hon ingående diskuterat bildmediets epistemologi och teoribildningen kring bildens historiska källvärde, temata som återkommer i flera andra studier kring den instrumentella bilden och vetenskapliga illustrationen. Fotokonst och genusforskning stod i centrum i forskningsantologin Women Photographers – European Experiences i samarbete med Hasselblad Center i Göteborg (2004). Mediespecifika frågeställningar aktualiserades även i boken Akvarellstudier. Om mediet, historien och myterna i ett projekt tillsammans med Nordiska Akvarellmuseet. (2008). Johannesson var huvudredaktör för handboken i konsthistoria för universitetsstudier, Konst och visuell kultur i Sverige, I-II (2007). Tillsammans med statsvetaren Erik Amnå fick hon 1998 i uppdrag av Demokratiutredningen att analysera demokratins estetiska ramar, vilket resulterade i Demokratins estetik (1999). Det etnologiska intresset för den oformulerade estetikens spelrum i dagens samhälle låg bakom uppsatsen Kyrkan runt kyrkan. Om kyrkogårdens konst och kult, som studerar svenska gravvårdar (1996).
Lena Johannesson har utöver ovannämnda projekt lett flera tvärvetenskapliga forskningsprojekt, däribland om den frikyrkliga kulturtraditionen tillsammans med statsvetaren Erik Amnå samt sociologer, teologer, pedagoger, språkforskare och etnologer, vilket 1993 slutredovisades med forskarantologin "Tro mot tradition. Om den frikyrkliga identiteten." Tillsammans med pedagogen Birgitta Qvarsell samt sociologer och religionsforskare genomfördes ett projekt om lättläst-boken, publicerat i Den olydiga boken. Om lättläst-bokens kommunikativa rum (1995), vari Johannesson skrivit om bildreception, typografi och bokillustration. 2007 avslutades delprojektet Myt, bild, symbol inom den mångvetenskapliga HSFR-satsningen Arbetarrörelsen och språket med volymen Arbetarrörelse och arbetarkultur. Bild och självbild och i detta sammanhang analyserades bl.a. 1920- och 1930-talens publicistik, affisch- och reklamkultur med ingående analyser av tidskrifter som Spektrum, fönstret, Folket i bild och Morgonbris.
Lena Johannesson har publicerat lyrik och var som student engagerad i skilda unglitterära kretsar, vilket man kan läsa om i Slumpens eller mina cirklar. Koncentriskt eller excentriskt kring Litteraturklubben som ungdomsarena (2011).